# 金井一世
金井 一世（かない いよ）は、日本のフリーアナウンサーで、元南海放送、福井テレビジョン放送の女性アナウンサー。

## 経歴
長野県松本市出身。血液型はB型。青山学院大学卒業後の2009年、南海放送にアナウンサーとして入社。テレビの報道番組やラジオの生番組を担当したが1年で退社。
2011年2月、NHK前橋放送局に契約キャスターとして入局し、退社。その後、2016年5月に福井テレビに入社、2019年に退社。フリーとしてアナウンサースクール講師、『NHKひるまえほっと』のキャスター兼リポーターを務めている。

## 出演番組

### 南海放送
- NEWS チャンネル4（お天気キャスターとして月曜から水曜を担当）
- やまちゃんの日曜日（2009年4月5日から2009年10月4日まで放送。アシスタントを担当）

### NHK前橋
- ほっとぐんま640
- ひるまえほっと
- FMトワイライト群馬

### 福井テレビ
- おかえりなさ～い

### 2019年以降
- ひるまえほっと
- Podcastながら日経火曜日パーソナリティ